# Linum subteres
Linum subteres är en linväxtart som först beskrevs av William Trelease, och fick sitt nu gällande namn av Eduard Winkler. Linum subteres ingår i släktet linsläktet, och familjen linväxter. Inga underarter finns listade i Catalogue of Life.